# Syringothecium sprucei
Syringothecium sprucei är en bladmossart som beskrevs av Mitten 1869. Syringothecium sprucei ingår i släktet Syringothecium och familjen Sematophyllaceae. Inga underarter finns listade i Catalogue of Life.